# Alessandro Volta
Pour les articles homonymes, voir Volta.
Le comte Alessandro Giuseppe Antonio Anastasio Volta, né à Côme le 18 février 1745 et mort dans cette même ville le 5 mars 1827, est un physicien et chimiste italien.
Il est connu pour ses travaux sur l'électricité et pour l'invention de la première pile électrique, appelée pile voltaïque. Son nom est à l'origine du volt, unité de tension électrique.

## Biographie

### Premiers travaux
Issu d'une famille aristocratique de Côme (par sa mère, Donna Maddalena, il était lié à la famille des Inzaghis), Volta épousa en 1794 une femme de sa condition, Teresa Peregrini. Ils auront trois fils : Zanino, Flaminio et Luigi.
En 1774, il fut nommé professeur de physique de l’École royale de Côme. L'année suivante, il simplifiait la fabrication de l’électrophore, machine électrostatique décrite en 1762 par le physicien suédois Johan Wilcke,. Volta fit une telle publicité à cet appareil qu'il en passe pour l'inventeur. En 1777, il voyagea en Suisse et s'y lia d'amitié avec H.-B. de Saussure.
Intrigué par des gaz inflammables qui s'échappent dans les marais proches de sa maison (l’« air inflammable » de Benjamin Franklin), Volta s’intéresse en 1776 à la chimie des gaz : c'est ainsi qu’en novembre 1776, il préleva des capsules de miasmes des zones marécageuses de l'îlet Partegora du lac Majeur et en isola la fraction inflammable, le méthane dont il comprend qu'il est issu de la putréfaction des plantes. Il conçut ses propres expériences, notamment le protocole d’ignition du méthane par une étincelle électrique dans un tube obturé. Volta étudia l’électrisation des solides, en s'efforçant de mesurer séparément la tension électrique (V) et la charge électrique (Q) : c’est ainsi qu’il découvrit que pour un corps donné, ils sont proportionnels (« loi de capacitance »), et c’est en hommage à ce chercheur que l’unité de tension électrique s’appelle le volt.
En 1779, il fut appelé à la chaire de physique expérimentale à l’université de Pavie, qu’il conserva pendant près de 40 ans. Les leçons de Volta étaient si fréquentées que l'empereur suivant Joseph II ordonna la construction d'un nouveau "théâtre de physique", aujourd'hui la "Aula Volta". De plus, l'empereur a accordé à Volta un financement substantiel pour équiper le cabinet de physique d'instruments, achetés par Volta en Angleterre et en France. Il en reste 150 aujourd'hui à l'institut, effectivement utilisés par le scientifique de Côme.

### Volta et Galvani
Luigi Galvani avait découvert un phénomène qu’il qualifiait d’« électricité animale » : lorsque l'on connecte deux disques métalliques de métaux différents par une patte de grenouille, celle-ci se contracte, indiquant le passage d'un courant électrique. Volta eut l'idée de substituer à la patte de l’animal un buvard imbibé de saumure, et ses méthodes d’étude de la charge électrique lui permirent de montrer que, dans les deux cas, il y avait échange de charge électrique et apparition d’une tension entre les deux métaux.
Il introduit ainsi la notion de « couple électrochimique », et formule la loi selon laquelle la force électromotrice (fem) d'une pile galvanique, réalisée par mise en contact de deux électrodes métalliques via un électrolyte, est la différence entre deux « potentiels d’électrode », qui ne dépendent que de la nature du métal constitutif : il s'ensuit que deux électrodes d’un même métal ne peuvent développer de tension.
En 1800, un différend professionnel à propos de l’interprétation biologique de Galvani poussa Volta à inventer la pile voltaïque, une pile électrique primitive débitant un courant électrique à peu près stable. Volta savait que l'accouplement de métaux le plus efficace pour produire de l'électricité est le couple zinc-argent. Il fit d'abord l'essai de deux piles branchées en série ; chacune de ces piles était un gobelet de vin rempli de saumure, dans laquelle trempaient les électrodes ; puis il remplaça les gobelets par des lamelles de carton imbibées de saumure, interposées entre les rondelles de zinc et d'argent empilées alternativement.

## La pile voltaïque

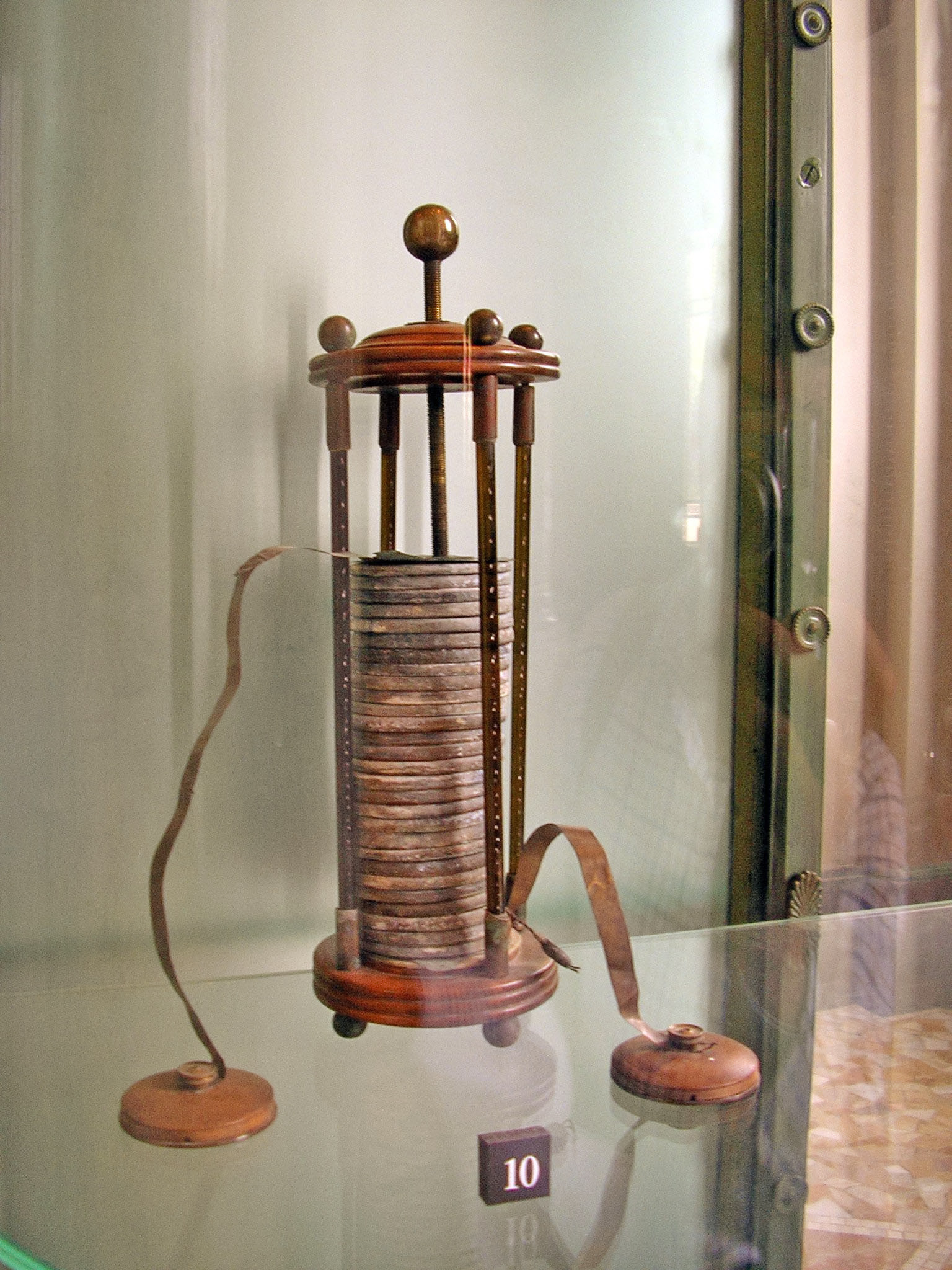
Exemple de pile voltaïque.

Plusieurs chercheurs ont étudié le phénomène de la pile de Volta et ont essayé de l'améliorer. Certains ont découvert l'illumination à arc qui démontre que l'électricité provoque une sorte d'éclair. Ils ont démontré le phénomène en reliant les deux bornes de la pile à un morceau de charbon.
Le 2 mai 1800, deux chimistes britanniques, William Nicholson (1753-1815) et Sir Anthony Carlisle (1768-1840) réalisent la première électrolyse (celle de l'eau) en utilisant la pile de Volta comme générateur, permettant ainsi d'identifier les deux constituants de l'eau, oxygène et hydrogène. Cette découverte ouvre la porte à toutes sortes d'électrolyses dont celle de l'aluminium et du cuivre.
Les premières batteries étaient composées de plusieurs piles voltaïques réunies.
Un des principaux défauts de la pile de Volta était son manque d'étanchéité ; la saumure dans laquelle étaient plongés les morceaux de carton coulait de la pile. Ce problème est maintenant résolu car on remplace la saumure par un gel plus consistant.
En 1820, Hans Christian Ørsted découvrit que les phénomènes électriques étaient de près reliés aux phénomènes magnétiques. Il remarqua que l'aiguille de sa boussole changeait de direction lorsqu'il la déplaçait autour d'un fil relié à la pile de Volta ; tout dépendant de sa position, la boussole n'indiquait pas la même direction.
En 1836, John Daniell mit au point la première pile impolarisable.

## Notoriété

### Honneurs et récompenses

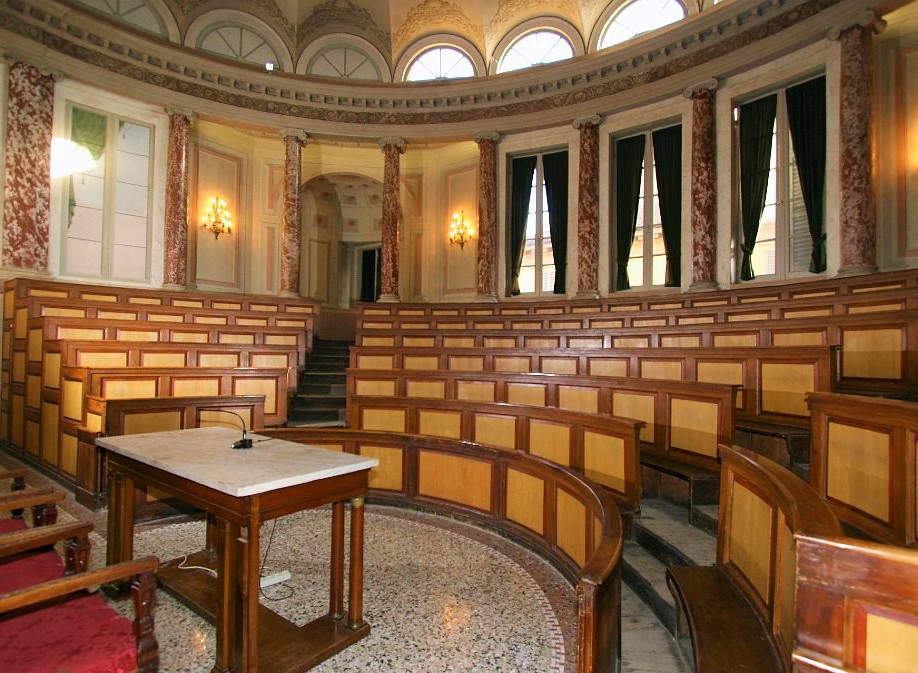
Université de Pavie, Aula Volta, 1787, la salle utilisée par Volta pour ses cours.

Alessandro Volta est devenu membre de la Royal Society le 5 mai 1791. Celle-ci lui décerna la médaille Copley en 1794.
Napoléon Bonaparte lui décerna le titre de comte du Royaume en 1810 ; en 1815, l'empereur d'Autriche le nomma professeur de philosophie à Padoue.

### Hommages

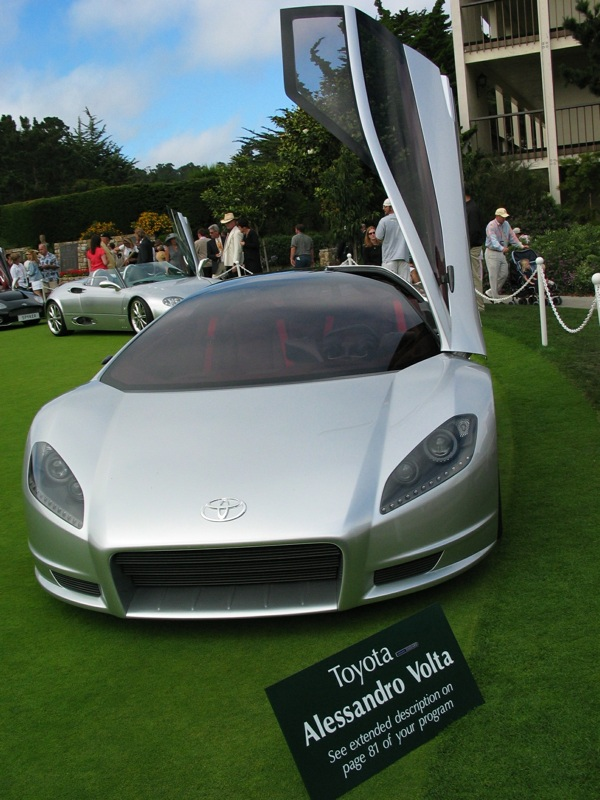
Le concept-car Toyota Alessandro Volta.

Alessandro Volta est enterré dans la ville de Côme, en Italie ; le temple Volta, près du lac de Côme est consacré à son travail ; ses instruments et papiers originaux y sont présentés. Au musée d'Histoire de l'université de Pavie se trouvent de nombreux instruments scientifiques utilisés par Volta, en plus de sa chaise et de son tableau noir. Le bâtiment est apparu, ainsi que son portrait, sur la devise italienne de 10 000 lires.
En 1881, l'unité de tension électrique, le volt, est nommée en son honneur.
Le constructeur automobile Toyota a donné le nom d'Alessandro Volta à un concept-car présenté en 2004 au Salon de l'automobile de Genève.

## Armoiries
| Figure | Blasonnement |
|        | Armes de comte du Royaume, Écartelé : au I, du quartier des comtes sénateurs du royaume d'Italie ; au II d'azur, au cygne d'argent, surmonté d'un arc de voute du même ; au III de gueules, à une pile voltaïque et au condensateur d'argent ; au IV, de sinople à deux barres d'argent., |

#### Bases de données et dictionnaires
- Ressources relatives à la recherche :   - Biodiversity Heritage Library
  - La France savante
- Ressources relatives aux beaux-arts :   - British Museum
  - National Portrait Gallery
- Ressource relative à la santé :   - Bibliothèque interuniversitaire de santé
- Ressource relative à la vie publique :   - base Léonore
- Notices dans des dictionnaires ou encyclopédies généralistes :   - Britannica
  - Brockhaus
  - Den Store Danske Encyklopædi
  - Deutsche Biographie
  - Dictionnaire historique de la Suisse
  - Enciclopedia italiana
  - Gran Enciclopèdia Catalana
  - Hrvatska Enciklopedija
  - Internetowa encyklopedia PWN
  - Nationalencyklopedin
  - Store norske leksikon
  - Treccani
  - Universalis
  - Visuotinė lietuvių enciklopedija
- Notices d'autorité :   - VIAF
  - ISNI
  - BnF (données)
  - IdRef
  - LCCN
  - GND
  - Italie
  - CiNii
  - Espagne
  - Pays-Bas
  - Pologne
  - Israël
  - NUKAT
  - Catalogne
  - Suède
  - Vatican
  - Australie
  - Norvège
  - WorldCat